# Disznó-öböl
A Disznó-öböl (spanyol: Bahía de Cochinos) a Karib-tenger egy öble Kuba Matanzas tartományánál, Havannától kb. 165 km-re délkeletre.
Az öböl északi végében fekszik Playa Larga település, keleti részén egy mocsárvidék (Zapata), nyugati részén egy természetvédelmi terület (Las Salinas) található a Zapata-félszigeten.
A krokodilok, vadállatok és madarak lakta vidék igazi pihenő paradicsoma a szigetországnak.
1961-ben itt történt egy amerikai intervenció a Castro-rezsim megdöntésére.

## Látnivalók
- Krokodilfarm. A sziget legnagyobb sós tava itt található. De senki nem kockáztatja a fürdést, mert könnyen összetalálkozhat egy éhes rombuszkrokodillal. Belépődíjas terület. A látogatókat drótháló védi a krokodilok közelségétől.
- La Fiesta Campesina. Guama faluhoz közeli kis farm, ahol boa, iguana, papagájok és más Kubában honos állatfajok tekinthetők meg.
- Kincses Lagúna. Mesterségesen kialakított indiánfalu, szálláslehetőséggel.
- Playa Larga. Szép, homokos partszakasz.
- Playa Girón. Történelmi múzeum.

## Fordítás
- Ez a szócikk részben vagy egészben  a   Disznó-öböl című spanyol Wikipédia-szócikk fordításán alapul.  Az eredeti cikk szerkesztőit annak laptörténete sorolja fel. Ez a jelzés csupán a megfogalmazás eredetét és a szerzői jogokat jelzi, nem szolgál a cikkben szereplő információk forrásmegjelöléseként.